# Irineu Bornhausen
Irineu Bornhausen (Itajaí, 25 de março de 1896 – Blumenau, 11 de agosto de 1974) foi um político brasileiro. Foi vereador e prefeito de Itajaí. Foi governador de Santa Catarina, de 31 de janeiro de 1951 a 31 de janeiro de 1956. Foi eleito deputado federal por Santa Catarina na 41ª legislatura (1959 — 1963) e senador entre 1959 e 1967.

## Vida
Filho de João Bornhausen e de Guilhermina Bornhausen, colonos descendentes de suíço-alemães chegados ao Brasil na primeira leva de imigração germânica. Viveu uma infância pobre, ajudando os pais na agricultura. Mais tarde trabalhou no comércio em estabelecimento da família, foi varredor de loja e garçom.
Vinculou-se a uma das mais importantes oligarquias políticas catarinenses a partir do casamento com Marieta Konder, filha mais nova do mestre-escola Markus Konder, imigrante alemão e patriarca da família. Entre os irmãos de Marieta, seus cunhados, destacaram-se especialmente Adolfo Konder, deputado federal (1921-1926), governador de Santa Catarina (1926-1930) e constituinte de 1934; Vítor Konder, ministro da Viação (1926-1930), e Arno Konder, diplomata.
Iniciou sua vida política, em 1923, ao eleger-se vereador em Itajaí pelo Partido Republicano Catarinense. Reeleito em 1927, presidiu a Câmara Municipal da cidade até 1930. Neste último ano, elegeu-se prefeito, mas, em decorrência da eclosão da Revolução de 1930, não chegou a tomar posse no cargo.
Afastados do poder pela Revolução de 1930, os Konder mantiveram-se em oposição ao governo de Getúlio Vargas, cultivando uma duradoura rivalidade com os Ramos, a outra oligarquia estadual, então ascendente, encabeçada por Nereu Ramos, governador e interventor em Santa Catarina de 1935 a 1945.
Eleito prefeito de Itajaí em 1936, tomou posse em abril desse ano e, a despeito da decretação do Estado Novo em novembro de 1937, permaneceu no cargo até janeiro de 1939, quando então apresentou sua renúncia. Em 1945, com a desagregação do Estado Novo, enquanto os Ramos iam participar da formação do Partido Social Democrático (PSD), Irineu Bornhausen e os Konder estavam presentes na criação da União Democrática Nacional (UDN), cuja seção estadual Bornhausen viria a presidir várias vezes.
Em 1947, nas primeiras eleições estaduais depois da queda do Estado Novo, candidatou-se ao governo de Santa Catarina pela coligação da UDN com o Partido Trabalhista Brasileiro (PTB), obtendo no pleito de 19 de janeiro 81 mil votos, 14 mil a menos que o vitorioso Aderbal Ramos da Silva, do PSD.
Novamente candidato, logrou eleger-se em 3 de outubro de 1950, derrotando o pessedista Udo Deeke. Durante seu governo, iniciado em janeiro de 1951, promoveu a criação do chamado “Projeto 17”, depois transformado na Associação de Crédito e Assistência Rural do Estado de Santa Catarina (ACARESC), e procurou introduzir a planificação nas atividades públicas estaduais. Criou a Secretaria de Agricultura e as escolas agrícolas de Araquari e Camboriú, além de instalar o Laboratório de Química Agrícola e Industrial. Empenhou-se na conclusão da ligação ferroviária entre Blumenau e Itajaí e transformou em rodovia a estrada do Rio do Rastro. Em Florianópolis, construiu o edifício das diretorias e o palácio da Agronômica, residência dos governadores, e reformou o Teatro Álvaro de Carvalho.
Governando com minoria parlamentar na Assembléia Legislativa, procurou conciliar a UDN e o PSD no estado, embora sem grande êxito. No pleito de outubro de 1955, conseguiu garantir para sua corrente a sucessão estadual, ajudando a eleger Jorge Lacerda na legenda de uma coligação da UDN com o Partido Democrata Cristão (PDC), o Partido de Representação Popular (PRP) e o Partido Social Progressista (PSP). Transmitiu o governo em janeiro de 1956 e nas eleições de outubro de 1958 elegeu-se simultaneamente senador e deputado federal na legenda da UDN.
Optando pela Câmara Alta, iniciou seu mandato em fevereiro de 1959. Partidário de um conservadorismo intransigente, integrou as comissões de Finanças, de Legislação Social, de Economia, de Segurança Nacional e de Transportes e Comunicações, além de exercer a vice-presidência da Comissão de Obras Públicas. Em 1960, candidatou-se mais uma vez ao governo de Santa Catarina, sendo derrotado no pleito de 3 de outubro pelo pessedista Celso Ramos. Foi vice-presidente nacional da UDN e deu apoio ao movimento político-militar de 1964, que provocou a deposição do presidente João Goulart.
Em 1965, apoiou a candidatura de Antônio Carlos Konder Reis ao Governo do Estado. Dividida internamente pela dissidência comandada por Nílson Bender, a UDN catarinense foi, no entanto, derrotada nas urnas pelo pessedista Ivo Silveira.
Com a extinção dos partidos políticos pelo Ato Institucional nº 2 (27/10/1965) e a posterior instauração do bipartidarismo, filiou-se à Aliança Renovadora Nacional (Arena), onde se congregaram tanto os udenistas quanto os pessedistas catarinenses. Bornhausen desempenhou papel decisivo na integração dos dois agrupamentos rivais dentro do novo partido situacionista.
Deixou o Senado ao fim do mandato, em janeiro de 1967, mantendo entretanto sua liderança política. À frente dos Konder-Bornhausen, patrocinou, juntamente com a família Ramos, discreta porém eficaz oposição ao governo catarinense de Colombo Sales (1971-1975), que proclamara a disposição de eliminar as oligarquias da vida política do estado. Pouco antes de falecer, ainda participou das articulações para a indicação de seu sobrinho Antônio Carlos Konder Reis à sucessão estadual, processo que consolidou a união dos antigos PSD e UDN em Santa Catarina. Eleito em outubro de 1974, Konder Reis governaria o estado entre 1975 e 1979.
Irineu Bornhausen foi um bem-sucedido empresário, tornando-se acionista majoritário do Banco Indústria e Comércio de Santa Catarina, até sua incorporação ao Bradesco em 1965. Diversos outros negócios, inclusive jornais e emissoras de rádio e televisão, passaram a integrar o patrimônio dos Konder-Bornhausen.
Depois de vários meses acamado em conseqüência de um derrame cerebral, Irineu Bornhausen faleceu em Itajaí em 11 de agosto de 1974.
Teve três filhos: Paulo Konder Bornhausen, deputado estadual (1955-1959) e presidente da Assembléia Legislativa de Santa Catarina, Roberto Konder Bornhausen, diretor-presidente do Unibanco, e Jorge Bornhausen, que além de governador de Santa Catarina, entre 1979 e 1982, e senador da República, entre 1983 e 1991, foi também ministro da Educação (1986-1987), secretário de Administração do governo federal (1992), embaixador do Brasil em Portugal (1996-1998) e novamente senador (1999-). Seu neto, Paulo Bornhausen, filho de Jorge, também iniciou-se na política catarinense, tendo sido deputado federal de 1995 a 1999, iniciando, neste último ano, mandato de deputado estadual.